# Irving Thalberg

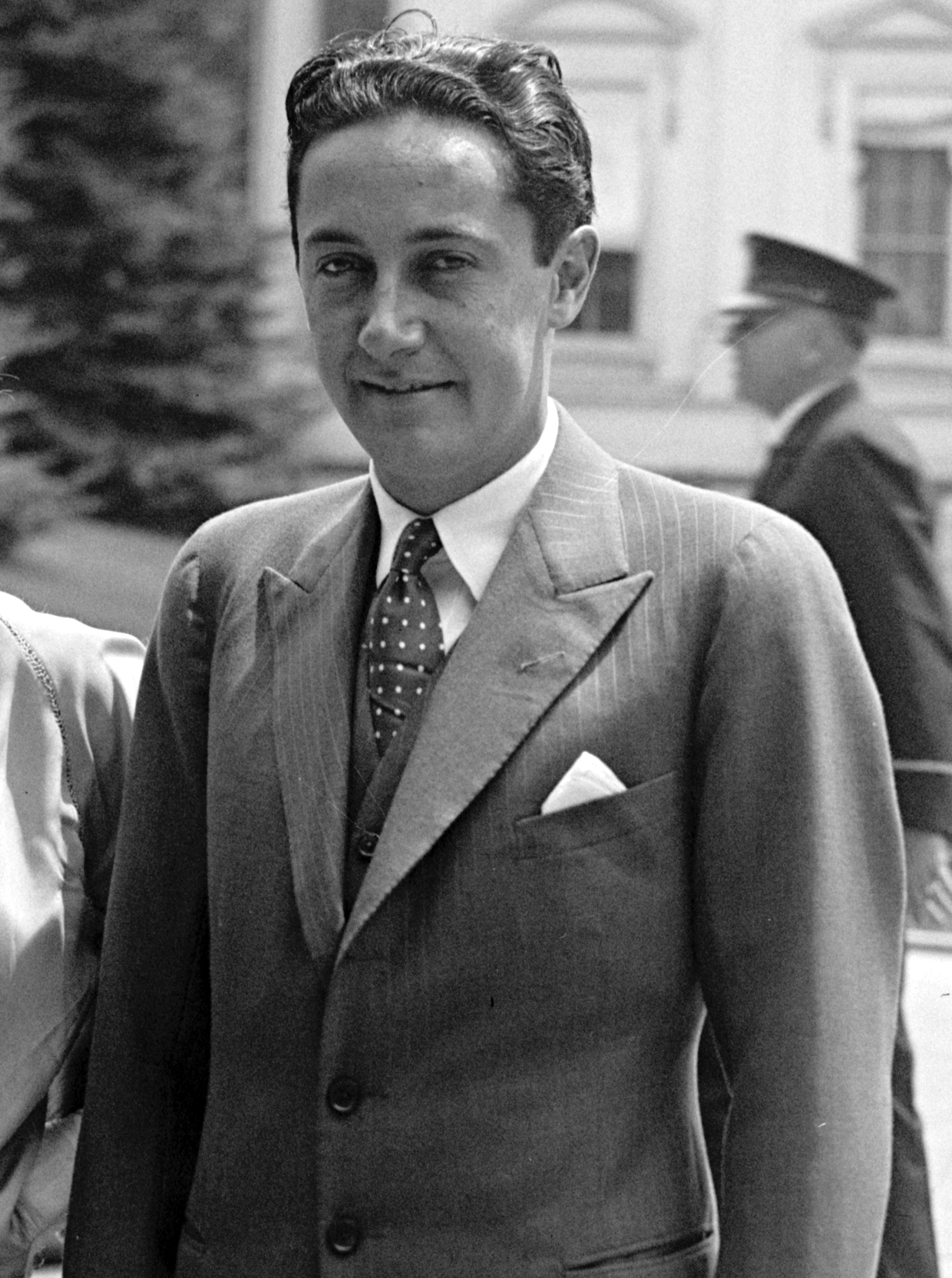
Irving Thalberg (1929)

Irving Grant Thalberg (* 30. Mai 1899 in Brooklyn, New York; † 14. September 1936 in Santa Monica, Kalifornien) war ein US-amerikanischer Filmproduzent, der seinerzeit in Hollywood als „Wunderkind“ galt. Bis zu seinem frühen Tod war er für viele kommerziell wie künstlerisch erfolgreiche Produktionen bei Metro-Goldwyn-Mayer verantwortlich.

## Leben
Thalberg wurde im New Yorker Stadtteil Brooklyn als Sohn deutsch-jüdischer Einwanderer geboren. Sein Leben war geprägt durch eine früh festgestellte Herzschwäche. Er brach sein College-Studium früh ab und ging nach Hollywood, wo er bereits im Alter von 20 Jahren zum Executive Producer bei Carl Laemmles Universal Studios aufstieg. Bei den beiden Stroheim-Filmen Foolish Wives und Merry-Go-Round griff er stark in die Dreharbeiten ein und entließ Stroheim bei zweiterem nach wenigen Drehtagen.
Thalberg verließ das Studio aus persönlichen Gründen, nachdem er den Heiratsantrag der Tochter des Studiochefs abgelehnt hatte und dieser daraufhin eine Gehaltserhöhung verweigerte. Im März 1923 wechselte Thalberg zu den Louis B. Mayer Pictures, worauf ihn Louis B. Mayer auch als Vize-Präsident und Produktionsleiter der 1924 gegründeten Metro-Goldwyn-Mayer installierte. Eines der ersten Probleme, die er dort zu lösen hatte, war ihm schon vorher bekannt: Er musste die exzentrische, zeit- und kostenintensive Arbeitsweise von Erich von Stroheim in kommerziell vertretbare Bahnen lenken. Insofern geht auch die endgültige Fassung des Films Greed, bei der ein großer Teil des Materials herausgeschnitten wurde und heute als verloren gilt, wesentlich auf Thalbergs Einfluss zurück. Thalberg war dann verantwortlich für die großen Prestigeproduktionen von M-G-M: The Big Parade, The Merry Widow und andere. Es gelang ihm auch, das schon seit einigen Jahren in Produktion befindliche Großprojekt Ben Hur, dessen explodierende Kosten die Existenz des noch jungen Studios zu gefährden drohten, in den Griff zu bekommen und den Film fertigzustellen.
Thalberg war ein Perfektionist, der den Erfolg eines Films durch sogenannte Previews, Testvorführungen, analysieren ließ. Fiel die Resonanz nicht gut aus, wurden teilweise ganze Passagen neu gedreht, so wie bei der Marie-Dressler-Komödie Prosperity oder bei dem Joan-Crawford-Film Laughing Sinners, bei dem der bisherige männliche Hauptdarsteller Johnny Mack Brown durch Clark Gable ersetzt wurde. Diese Vorgehensweise begründete den berühmten Satz: „At MGM they don’t make pictures, they remake them.“ Thalberg war sehr erfolgreich im Entdecken wie auch im Wiedererwecken von Stars. Lon Chaney, Norma Shearer, Jean Harlow und Myrna Loy verdankten ihm größtenteils ihre Karrieren beziehungsweise deren Revitalisierung. 1932 führte er mehrere der größten Stars von MGM in dem Film Menschen im Hotel zusammen und führte damit das Prinzip eines „All Star Cast“ ein. Auch ansonsten beschritt Thalberg gelegentlich neue und riskante Wege, so ließ er Regisseur King Vidor im Jahr 1929 mit Hallelujah den ersten Hollywood-Film mit hauptsächlich afroamerikanischer Besetzung inszenieren. Das anfangs gute Verhältnis zwischen Thalberg und Mayer spannte sich in dieser Zeit an. Thalberg genoss unter den Filmschaffenden im Studio mehr Anerkennung als der eigentliche Boss Mayer. Zudem dachte Mayer bei Produktionen eher kostenorientiert und hatte einen völlig anderen Filmgeschmack als Thalberg, der anspruchsvolle und ambitionierte Filme – oft Literaturverfilmungen und Werke, die Werte wie Demokratie und persönliche Freiheit betonten – schätzte.

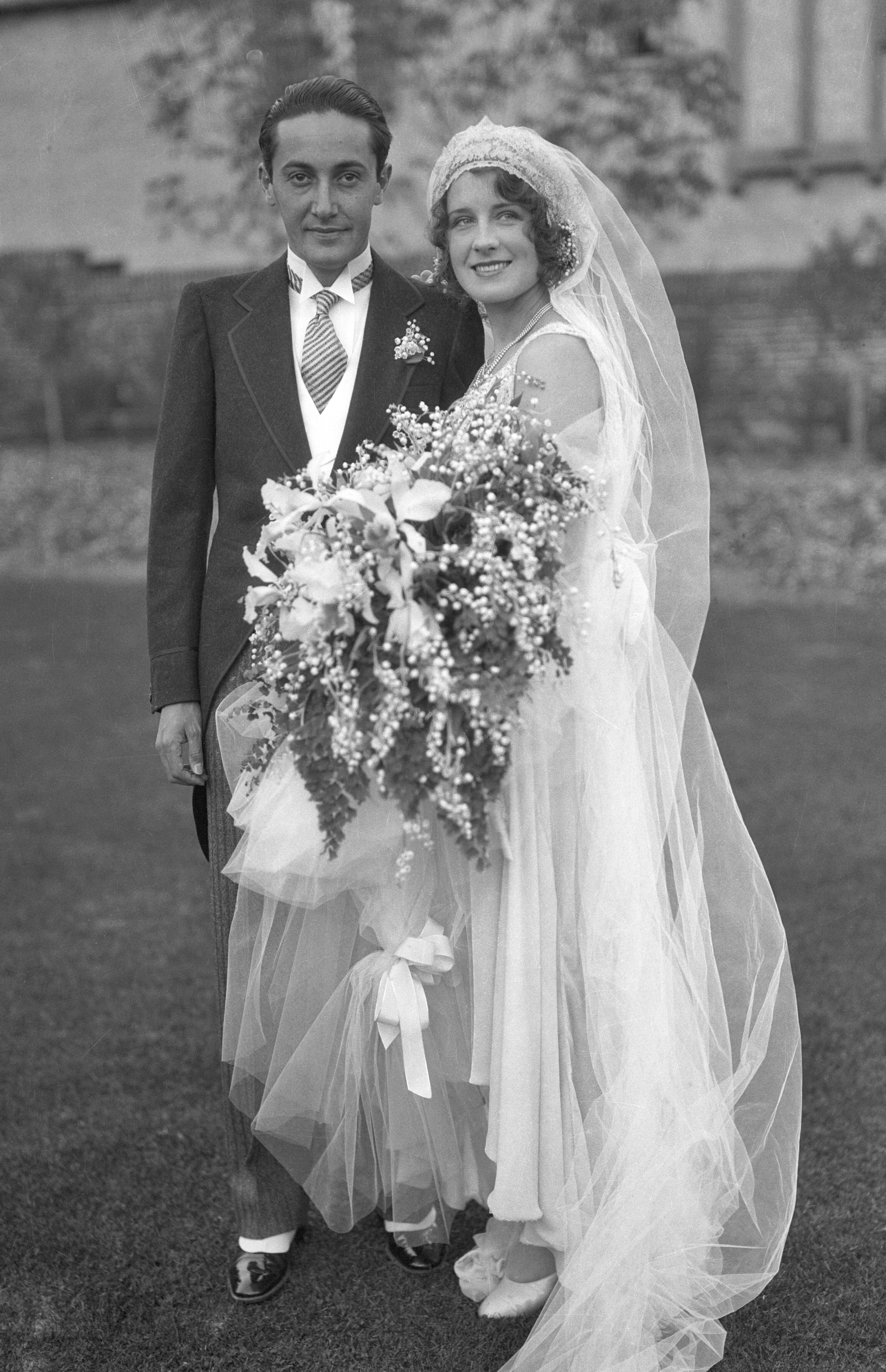
Irving Thalberg und Norma Shearer an ihrem Hochzeitstag in Beverly Hills (1927)

Kurz nach der Premiere von Menschen im Hotel zog Thalberg sich aufgrund chronischer Herzprobleme für mehr als ein Jahr aus dem Filmgeschäft zurück und kehrte Anfang 1934 wieder zurück, um danach nur noch die Produktion einzelner Filme zu übernehmen. Mayer hatte sich inzwischen in dem Machtkampf bei Metro-Goldwyn-Mayer durchgesetzt und blieb alleiniger Studiochef. Allerdings genoss Thalberg das Vertrauen von Nicholas Schenck, dem Chef von Loew’s, Inc., der Mutterfirma von MGM, und konnte daher weiterhin prestigeträchtige und teure Filme gegen Mayers Willen durchsetzen. Thalberg kümmerte sich um viele Produktionen seiner Ehefrau Norma Shearer, die er 1927 geheiratet hatte. Diese Bevorzugung war besonders für Joan Crawford ein ständiges Ärgernis, da sie der Meinung war, dass sie selbst nur mit zweitklassigen Melodramen und abgelehnten Shearer-Projekten abgefunden würde. Auf die Frage, warum Norma denn so erfolgreich sei, obwohl sie schiele, kurze Beine und fast keine Taille habe, antwortete Crawford: „She sleeps with the boss. She rides the studio on his balls.“ Neben den Filmen mit Shearer drehte Thalberg aber auch in den letzten Jahren seines Lebens andere erfolgreiche Filme, allen voran Meuterei auf der Bounty, der den Oscar als bester Film erhielt. Weitere Erfolge waren Die lustige Witwe von Ernst Lubitsch, Die Kameliendame mit Greta Garbo und die Komödie Skandal in der Oper, mit der den Marx Brothers ein Comeback gelang.
1936 starb Thalberg im Alter von 37 Jahren an einer Lungenentzündung. Thalbergs Tod wurde in Hollywood mit großer Bestürzung aufgenommen und veränderte MGM nachhaltig: Nach Thalbergs Tod standen vor allem heitere Familienserien à la Andy Hardy, leichte Musicals und Operetten mit Jeanette MacDonald oder Eleanor Powell und sentimentale Geschichten wie z. B. Und das Leben geht weiter oder The White Cliffs of Dover bei MGM im Vordergrund. Zwischen seiner Witwe Norma Shearer und Louis B. Mayer kam es wiederum fast zwangsläufig zu heftigen Streitereien über die Auslegung des Testaments, das Shearer prozentuale Erträge an Thalbergs letzten Filmen garantieren sollte. Nach vielen öffentlichen Attacken, die in Shearers dramatischem Radioappell an die Nation gipfelte: „I have to go to the poorhouse!“, einigten sich schließlich beide Parteien auf einen Kompromiss.

## Rezeption und Ehrungen
Die Academy of Motion Picture Arts and Sciences widmete Thalberg als einem ihrer 36 Gründer nach seinem Tod einen Preis, den Irving G. Thalberg Memorial Award, der in unregelmäßigen Abständen jeweils für besondere Verdienste für die Filmindustrie verliehen wird und während der Oscarverleihung an den jeweiligen Preisträger überreicht wird.
F. Scott Fitzgerald verarbeitete Thalbergs Schicksal im Roman Der letzte Taikun, der wegen Fitzgeralds Tod unvollendet blieb und posthum veröffentlicht wurde. 1976 wurde der Roman von Elia Kazan mit Robert De Niro in der Hauptrolle verfilmt. Eine weitere Verfilmung folgte 2016–17 als neunteilige Miniserie (Amazon Prime Original). Monroe Stahr, wie Fitzgerald seine an Thalberg angelehnte Romanfigur nennt, wird im Neunteiler von Matthew Bomer gespielt.

## Filmografie (Auswahl)
- 1922: Törichte Frauen (Foolish Wives)
- 1923: Rummelplatz des Lebens (Merry-Go-Round)
- 1923: Der Glöckner von Notre Dame (The Hunchback of Notre-Dame)
- 1924: Der Mann, der die Ohrfeigen bekam (He Who Gets Slapped)
- 1924: Gier (Greed)
- 1924: Der lachende Kavalier (His Hour)
- 1925: Die lustige Witwe (The Merry Widow)
- 1925: Ben Hur (Ben-Hur)
- 1925: The Big Parade
- 1926: Dämon Weib (The Temptress)
- 1926: Der Schrecken von Singapore (The Road to Mandalay)
- 1926: Mimi (La Bohème)
- 1927: Alt-Heidelberg (Old Heidelberg)
- 1927: Anna Karenina
- 1928: Ein Mensch der Masse (The Crowd)
- 1928: Es tut sich was in Hollywood (Show People)
- 1929: Hallelujah
- 1929: The Broadway Melody
- 1929: The Hollywood Revue of 1929
- 1929: Wilde Orchideen (Wild Orchids)
- 1930: Anna Christie
- 1930: Billy the Kid
- 1930: Banditenlied (The Rough Song)
- 1930: Jenny Lind (A Lady’s Morals)
- 1930: Die Frau für alle (The Divorcee)
- 1930: Hölle hinter Gittern (The Big House) / Menschen hinter Gittern
- 1930: Jenseits des Lebens (Redemption)
- 1931: Trader Horn
- 1931: Mata Hari
- 1931: The Guardsman
- 1931: Die Sünde der Madelon Claudet (The Sin of Madelon Claudet)
- 1932: Tarzan, der Affenmensch (Tarzan – The Ape Man)
- 1932: Menschen im Hotel (Grand Hotel)
- 1932: Liebesleid (Smilin’ Through)
- 1932: Feuerkopf (Red-Headed Woman)
- 1932: Dschungel im Sturm (Red Dust)
- 1932: Rasputin: Der Dämon Rußlands (Rasputin and the Empress)
- 1933: Die Hafen-Annie (Tugboat Annie)
- 1934: Riptide
- 1934: Die Lustige Witwe (The Merry Widow)
- 1935: Meuterei auf der Bounty (Mutiny on the Bounty)
- 1935: Skandal in der Oper (A Night at the Opera)
- 1936: Romeo und Julia (Romeo and Juliet)
- 1936: Die Kameliendame (Camille)
- 1937: Die gute Erde (The Good Earth)
- 1937: Die Marx Brothers: Ein Tag beim Rennen (A Day at the Races)